# Aleksandar Matanović
Aleksandar Matanović, cyr. Александар Матановић (ur. 23 maja 1930 w Belgradzie, zm. 9 sierpnia 2023 tamże) – serbski szachista, dziennikarz i działacz szachowy.

## Kariera szachowa
Tytuł arcymistrza uzyskał w 1955 roku. Czterokrotnie (w 1952, 1958, 1967 i 1976 roku) awansował do turniejów międzystrefowych – eliminacji mistrzostw świata. Najbliżej awansu do turnieju pretendentów był w 1958 roku, zajmując dzielone VII miejsce na turnieju międzystrefowym w Portorožu, tylko o pół punktu za Bobby Fischerem i Fridrikiem Olafssonem. Przez wiele lat był podstawowym reprezentantem Jugosławii na olimpiadach szachowych, zdobywając w jedenastu startach trzynaście medali olimpijskich (w tym jeden złoty, za wynik indywidualny na IV szachownicy, w roku 1970). Był trzykrotnym indywidualnym mistrzem Jugosławii, odniósł również liczne sukcesy w turniejach międzynarodowych, m.in. w Wiedniu (1952, dz. II m. za Hermanem Pilnikiem), Opatii (1953, I m.), Belgradzie (1954, II m. za Dawidem Bronsteinem), Hamburgu (1955, I m.), Zagrzebiu (1955, II m. za Wasilijem Smysłowem), Beverwijk (1957, I m.), Sofii (1957, turniej strefowy, dz. II m. za Miroslavem Filipem), Budapeszcie (1960, dz. II m. za Gedeonem Barczą), Mar del Placie (1961, dz. II m. za Mieczysławem Najdorfem), Buenos Aires (1961, dz. I m. wspólnie z Miroslavem Filipem), Zevenaar (1961, I m.), Tel Awiwie (1966, II m. za Svetozarem Gligoriciem), Uzicach (1966, dz. I m. wspólnie z Aleksiejem Suetinem), Vrnjackiej Banji (1967, turniej strefowy, II m. za Borislavem Ivkovem), Bad Pyrmont (1970, dz. I m. wspólnie z Mato Damjanoviciem i Hansem-Joachimem Hechtem), Luksemburgu (1971, dz. I m. wspólnie z Peterem Delym), Houston (1974, II m. za Robertem Hübnerem), Wracy (1975, turniej strefowy, dz. I m. wspólnie z Florinem Gheorghiu) oraz Londynie (1983, dz. I m. wspólnie z Jurijem Razuwajewem i Johenm Nunnem).
Najwyższy ranking w karierze osiągnął 1 stycznia 1976 r., z wynikiem 2525 punktów dzielił wówczas 54-59. miejsce na światowej liście FIDE, jednocześnie dzieląc 3-5. miejsce wśród jugosłowiańskich szachistów. Od 1987 r. nie uczestniczy w turniejach klasyfikowanych przez Międzynarodową Federację Szachową.
Według retrospektywnego systemu Chessmetrics najwyżej notowany był w styczniu 1958 r., zajmował wówczas 14. miejsce na świecie.

## Działalność dziennikarska
W 1966 roku Matanović założył wydawnictwo Šahovski Informator, którego ideą było zgromadzenie jak największej liczby partii szachowych rozgrywanych na turniejach wysokiej rangi i ich systematyczna publikacja. Šahovski informator w regularnie publikowanej Encyklopedii otwarć szachowych wprowadził nowatorski sposób nazywania otwarć szachowych za pomocą trzyznakowego kodu, który przyjął się na całym świecie i jest znany obecnie pod nazwą kodu ECO (od Encyclopedia of Chess Openings). Wydawnictwo, znane szeroko pod angielską nazwą Chess Informant jest kierowane przez Matanovicia do dzisiaj.